# Mnożnik ogniskowej

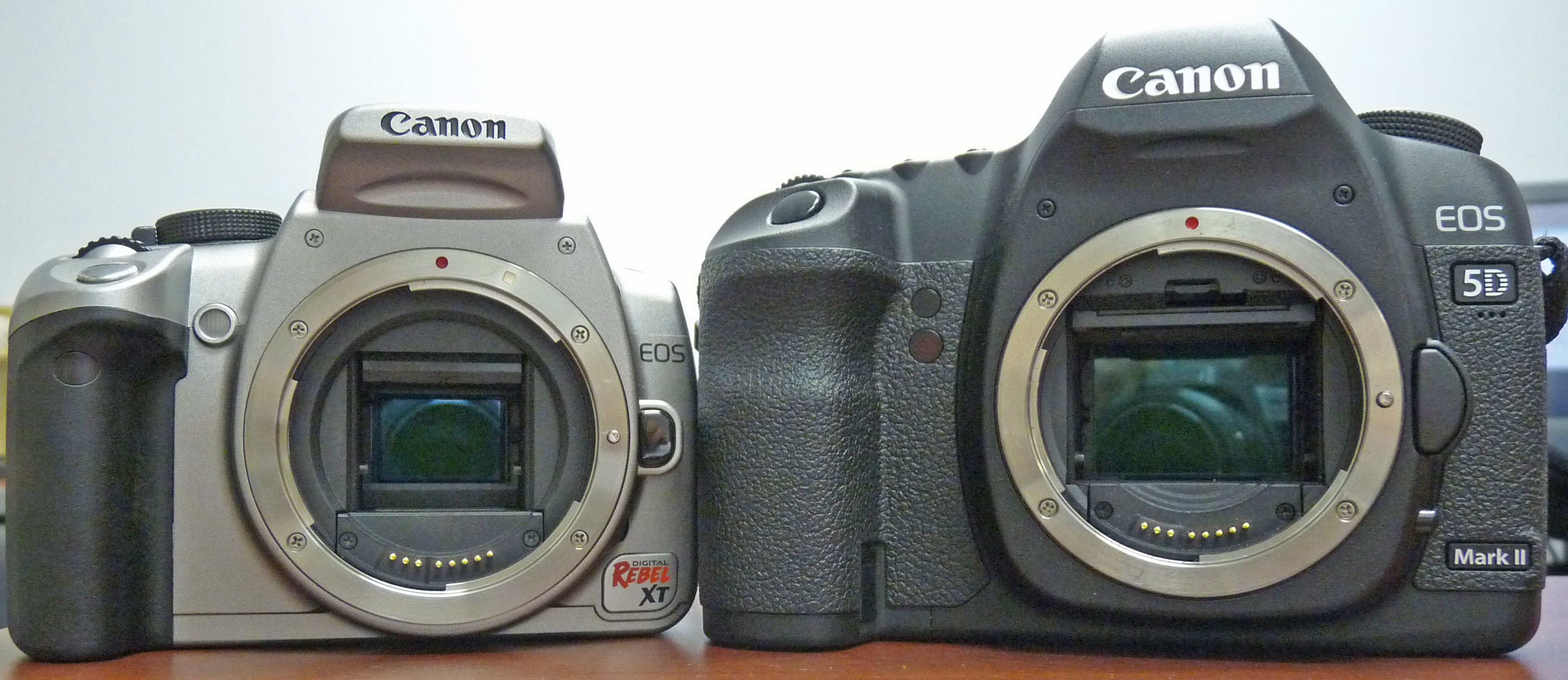
Różnice w wymiarach matryc światłoczułych – aparat pełnoklatkowy z prawej

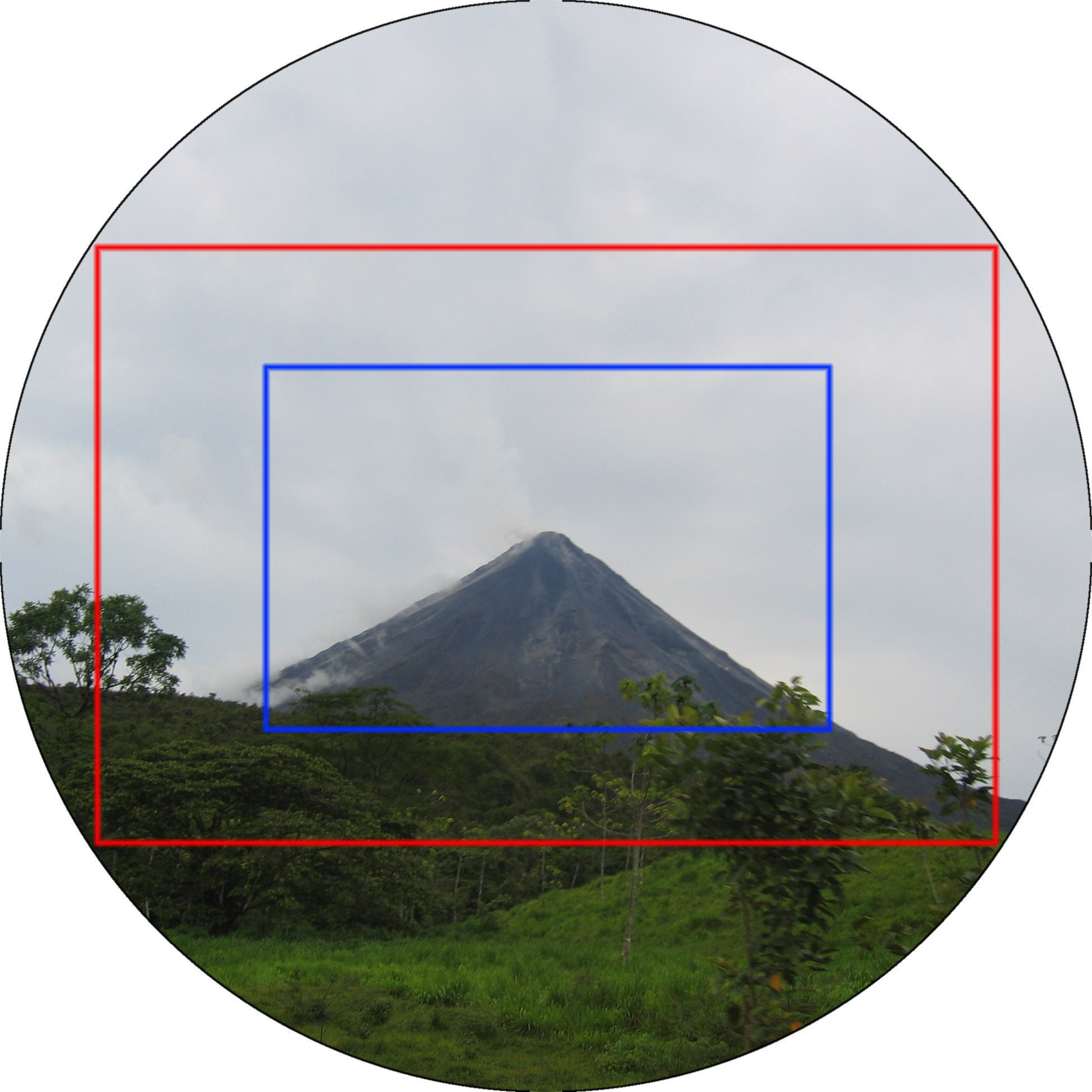
Różnica w padaniu światła na matrycę full frame (czerwony prostokąt) oraz APS-C (niebieski, crop 1,6). W obu przypadkach matryce są pokryte w całości, jednak przy mniejszej został sfotografowany jedynie centralny wycinek pełnej klatki

Mnożnik ogniskowej, crop, crop factor (spolszczone krop) – termin umowny stosowany w fotografii cyfrowej dla ułatwienia posługiwania się charakterystycznymi cechami obiektywu w zależności od wymiarów matrycy aparatu, na którym ten obiektyw zostanie zamontowany.
Pojęcie to oznacza współczynnik określający stosunek wymiaru sensora światłoczułego do wymiarów tzw. pełnej klatki (tj. filmu 35mm stosowanego w aparatach małoobrazkowych). W rzeczywistości nie ma nic wspólnego z ogniskową obiektywów. Mnożnik ogniskowej, w przypadku niepełnoklatkowych aparatów cyfrowych, mieści się zazwyczaj w przedziale 1,3–2,0 i służy do określenia kąta widzenia przy zastosowaniu danego obiektywu. Przyjmuje się, że uzyskiwany kąt widzenia w tego typu aparatach ma wartość taką, jakby zastosowano obiektyw o ogniskowej równej iloczynowi mnożnika crop i rzeczywistej ogniskowej obiektywu.
Znając wymiary matrycy zamontowanej w aparacie fotograficznym, mnożnik ogniskowej można obliczyć dzieląc przekątną klatki „małego obrazka” (43,3 mm) przez długość przekątnej tej matrycy.  
Zastosowanie matrycy mniejszej od pełnoklatkowej ma wpływ na końcową percepcję fotografii, gdyż wywoływane jest wrażenie, iż zdjęcie zostało wykonane przy wykorzystaniu obiektywu o ogniskowej większej od faktycznej. Ten pozorny wzrost ogniskowej wynika z faktu, iż światło wpadające przez obiektyw ma zdolność pokrycia pełnej klatki, w związku z tym mniejsza matryca zostaje naturalnie pokryta w całości, zaś pozostałe światło (które mogłoby paść na matrycę full frame) rzutuje poza nią. Zatem, gdyby z tego samego miejsca wykonać zdjęcia aparatem pełno- (1) i niepełnoklatkowym (2) z obiektywem o tej samej ogniskowej, to po obejrzeniu 2. zdjęcia osoba oglądająca będzie miała wrażenie, iż fotografowany obiekt jest bliżej. 
Przykładowo w aparacie DSLR Canon 40D współczynnik crop wynosi 1,6 – oznacza to, iż wymiary matrycy należy pomnożyć przez 1,6, by uzyskać wymiary pełnej klatki. Jeśli aparat ten zaopatrzy się w obiektyw o ogniskowej 50 mm, to zdjęcie wykonane takim zestawem będzie pozornie przedstawione tak, jak gdyby zostało wykonane obiektywem o ogniskowej 80 mm (1,6×50 mm = 80 mm). Faktycznie zmianie ulegnie tylko kąt widzenia, głębia ostrości czy perspektywa pozostanie właściwą obiektywowi 50 mm. Kadr taki jest w rzeczywistości wycinkiem ze zdjęcia wykonanego aparatem pełnoklatkowym.
Obecnie producenci aparatów fotograficznych oferują specjalne obiektywy przeznaczone do użytku z aparatem niepełnoklatkowym, są to np. serie: Canon EF-S, Nikon DX, Olympus Four Thirds System, Sigma DC, Tamron Di-II, Pentax DA, Sony Alpha (SAL) DT.